# Артена
Артена (на италиански: Artena) е град и община в провинция Рим, Централна Италия.
Има 14 107 жители (31 декември 2017 г.).

## География
Намира се w северозападната част на планините Лепини, в горната долина на река Сако. Намира се на приблизително 40 km в югоизточна посока с влак, и на 30 km по права линия от Рим.

## Икономика
Икономиката му е основана на земеделие, животновъдство и туризъм.